# Улрих IV фон Абенсберг
Улрих IV фон Абенсберг (на немски: Ulrich IV von Abensberg; † между 13 март 1374/16 декември 1375) е благородник от фамилията Абенсберг в района на Келхайм в Бавария.

## Произход
Той е третият син на Улрих III фон Абенсберг († 1367), фогт фон Рор, и първата му съпруга Елизабет фон Гунделфинген († 1342/1354), дъщеря на рицар Свигер X фон Гунделфинген († 1384) и първата му съпруга Салмей († 1346/1356). Баща му се жени втори път 1353 г. за Гертруд († 1342).
Брат е на Теодерих фон Абенсберг/Дитрих († 5 ноември 1383), княжески епископ на Регенсбург (1381 – 1383).

## Фамилия
Улрих IV фон Абенсберг се жени на 24 април 1372 г. за Катарина фон Лихтенщайн-Мурау  († сл. 1375), единствена дъщеря на Андреас фон Лихтенщайн († ок. 1400) и Агнес фон Куенринг († 1359). Те имат една дъщеря:
- Урсула фон Абенсберг (* пр. 16 декември 1375; † 30 януари 1422), омъжена на 28 февруари 1395 г. за Йохан II фон Валдбург († 1424)